# María Poumier
María Poumier est une ancienne universitaire française née à Cannes en 1950, spécialiste de l'histoire et de la culture des Antilles. Elle est également essayiste et réalisatrice de documentaires. Militante politique antilibérale, elle est une proche du militant antisémite Dieudonné et des négationnistes.

## Biographie
La vie de María Poumier n'est connue que par des interviews sur des sites alternatifs et par les courts portraits dressés par des universitaires et par ses détracteurs. Elle est née dans une famille bourgeoise. Durant son adolescence, elle est marquée par l’assassinat de Che Guevara ; désireuse d'« offrir [ses] services » à la révolution cubaine, elle s'installe ensuite à Cuba, où elle réside durant plusieurs années,. En 1982, elle soutient sa thèse de troisième cycle ès études hispaniques. Maître de conférences à l'université de La Havane, puis à l'université de Paris VIII, elle a choisi de mettre fin à sa carrière. Ses thèmes de recherche s'articulent autour de sujets comme Cuba, l'Amérique latine, l'histoire et la littérature des XIXe - XXe siècles. Elle est aussi traductrice. Agrégée d'espagnol, elle est l'auteur d'une anthologie sur la poésie salvadorienne.
María Poumier est connue pour ses activités politiques liées au conflit israélo-palestinien aux côtés notamment de Ginette Hess-Skandrani. C'est une proche de l'humoriste et militant antisémite Dieudonné, auquel elle apporte son soutien politique, notamment pour l'élection présidentielle de 2007. Elle est candidate en Île-de-France pour les élections européennes du 7 juin 2009, sur la « liste antisioniste » de Dieudonné, qui regroupe des militants d'extrême gauche, d'extrême droite, et des intégristes religieux. Elle est, avec le Tunisien Mondher Sfar (qui fut l'un des collaborateurs de l'organe négationniste nommé Revue d'histoire révisionniste) et Ginette Skandrani, à la tête de l'association « Entre la plume et l'enclume », dont elle anime le site Internet. 
Le 28 mars 2011, elle est présente en Libye avec Dieudonné et Skandrani pour protester contre les bombardements de l'OTAN[réf. souhaitée].
Le 10 juin 2022, elle participe à un colloque à Paris : « Pour la paix en Syrie, stop à l’embargo ». L'invité vedette de ce colloque est le complotiste Thierry Meyssan.

### Soutien aux négationnistes
Plusieurs médias et associations, reprochent à María Poumier d'être « compagne de route des négationnistes » ou « des antisémites », comme secrétaire de rédaction de la revue À Contre-Nuit, fondée par Roger Garaudy, et traductrice d'Israël Shamir, avec qui elle collabore. Son rôle dans l'édition du Manifeste judéo-nazi, titre donné à un entretien anonyme paru dans Les Voix d'Israël, l'attribuant à Ariel Sharon (tandis qu'Amos Oz, l'écrivain israélien ayant recueilli le témoignage en question, assure que son interlocuteur n'est pas Ariel Sharon), lui est également reproché[réf. souhaitée].
En septembre 1996, l'équipe de recherche de l'université Paris-VIII à laquelle elle est associée décide de l'écarter « de toute fonction au sein du bureau et de toute représentation de l'équipe à l'extérieur », en raison de « sa participation à la divulgation de l'ouvrage de Roger Garaudy, Les Mythes fondateurs de la politique israélienne, et par conséquent à la divulgation des thèses révisionnistes »[réf. souhaitée]. Sur le sujet, le sociologue français Michel Wieviorka écrit que « l'université Paris-VIII n'est pas un repaire d'enseignants tentés par un antisémitisme aussi prononcé que celui que véhicule Maria Poumier, et il faut voir dans son cas une forme extrême et exceptionnelle de dérive ».
En janvier 1998, elle fait partie du comité de soutien de Roger Garaudy dans le cadre de son procès, au côté de Ginette Skandrani, Robert Faurisson, Pierre Guillaume ou Serge Thion.
La revue mensuelle L'Arche publie dans le numéro janvier-février 2004 un article où il est reproché à María Poumier d'avoir écrit dans un article de décembre 2001 intitulé « Le sionisme en Amérique latine » et diffusé sur la liste de Cuba Solidarity Project : « Certains mettent encore en doute l'influence hégémonique du lobby juif dans la logique de l'impérialisme nord-américain toutes confessions confondues. […] Dernièrement, les exemples montrant la mainmise croissante du lobby en question sur les dirigeants américains se sont multipliés ». María Poumier prétend également que « les dirigeants de la CIA sont juifs » et que les propriétaires des grands médias sont « juifs, certains ardents partisans avoués de la suprématie juive dans le monde entier ». L'article de la revue la met également en cause dans la rédaction d'un article d'août 2003 intitulé « Palestine et Cuba, les coïncidences et les urgences », où elle écrit : « Certaines conclusions révisionnistes pour la période 1939-1945 sont interdites d'expression dans les pays occidentaux, mais leur propagation (que relayent malgré eux tous ceux qui ont besoin de convaincre que l'antisémitisme est devenu une grave menace liée au terrorisme) ajoutée à la signification même de la répression dont elles sont l'objet, semble stimuler le décryptage de l'actualité ». L'Arche rapporte enfin qu'en 2003, également sur la liste de Cuba Solidarity Project, Maria Poumier faisait la promotion de la lettre confidentielle d'extrême droite « Faits et Documents ».
Sous la plume de Pierre Stambul, l'association non sioniste de gauche, l'Union juive française pour la paix, l'accuse d'antisémitisme, notamment pour des propos qu'elle aurait tenu contre Olivia Zemor et Danielle Bleitrach.
Dans un texte repris le 15 mai 2005 par le site Altermedia.info, Maria Poumier soutient que les accusations seraient des calomnies liées à une désinformation concernant le conflit israélo-palestinien. En 2009, alors qu'elle soutient Dieudonné, lui-même proche du négationniste Roger Garaudy, elle répond à ses détracteurs en publiant Proche des NEG. Elle se dit effectivement proche des négationnistes et proche des « Nègres », c'est-à-dire des exclus et des révoltés contre les dominateurs et les suprématistes, qu'ils soient juifs ou non. Elle voit là un prolongement de son militantisme cubain[réf. souhaitée].
Toujours en 2009, Poumier publie un livre d'entretiens avec Robert Faurisson, En confidence. Entretien avec "L'Inconnue" ; c'est sur le conseil de Faurisson qu'elle cache son identité et utilise comme nom de plume L'Inconnue[réf. souhaitée]. L'ouvrage, qui se veut à la fois une autobiographie, une confession, un essai historique et une critique littéraire, est rangé par l'historienne Valérie Igounet, biographe de Faurisson, dans la catégorie de « l'hagiographie ». María Poumier y présente le négationniste comme un « historien pionnier ».
En 2014, Poumier réalise un documentaire, AMIA repetita, sur l'attentat perpétré contre la communauté juive de Buenos Aires en 1994. Il est dédié à la mémoire de l'écrivain négationniste argentin Norberto Ceresole et du Tunisien Hussein Triki.

### Faits divers
Au cours des années 2002 et 2003, María Poumier est menacée de mort avec une douzaine de personnalités (Eyal Sivan, Isabelle Coutant-Peyre, Ginette Hess-Skandrani, Lucien Bitterlin, Monique Chemiller-Gendreau, Alain Lipietz, Gilles Munier, José Bové, Annie Coussemant, Mondher Sfar, Jean-Claude Willem) par un fanatique,. Chacun a reçu à son domicile une balle et une lettre portant l'inscription : « La prochaine n'arrivera pas par la poste. » Lors de sa comparution devant le tribunal correctionnel de Paris le 11 mai 2006, Raphaël Schoemann, retraité de 65 ans amateur d'armes à feu, trahi par un courriel envoyé à l'une des parties civiles, déclare qu'il a ciblé des personnes liées selon lui à l'extrême droite et dont il juge antisémites les écrits sur le conflit israélo-palestinien.
Le 4 juin 2006, María Poumier est interpellée par la police en compagnie de Hess-Skandrani, lors d'une manifestation de solidarité avec le peuple palestinien qu'elles avaient organisée, et interdite pour préservation de l'ordre public. Les autres participants à cette manifestation prévue sont eux aussi appréhendés avant même que celle-ci ne s'élance ; tous sont relâchés quelques heures plus tard.

## Publications

### En français
- Contribution à l'étude du banditisme social à Cuba : l'histoire et le mythe de Manuel Garcia, " Rey de los Campos de Cuba ", 1851-1895, 459 p. (11 éditions publiées entre 1982 et 1987),  (ISBN 2-85802-755-2): 1982 et  (ISBN 9782858027552): 1986.
- Un jour comme tant d'autres (traduction de "Un dia en la vida", par Manlio Argueta), éditions L'Harmattan, 144 p., 1985,  (ISBN 2858027552 et 9782858027552).
- Iphigénie, (préface) éditions Indigo/Côté-femmes, 438 p., 1995, Côté-femmes:  (ISBN 2-907883-91-7) et UNESCO:  (ISBN 92-3-203171-X).
- Rue Peña Pobre (préface et traduction) par Cintio vitier, éditions L'Harmattan, 1992
- La vengeance (1992)(préface, traduction et choix de textes d'Enrique Medina), éd. L'Harmattan
  - L'Expression américaine (préface, traduction et notes au texte de José Lezama Lima), éd. L'Harmattan 2001  (ISBN 2-7475-1202-9)
- Poèmes de ma hauteur (2005) (préface, traduction et choix de textes de Tony Guerrero) éditions L'Harmattan  (ISBN 2-7475-9156-5)
- Lucía Jerez (2003) (préface, notes et traduction du roman de José Marti), éditions Patiño
- Poésie salvadorienne du XXe siècle, éditions Patino, 422 p, (1er avril 2002),  (ISBN 288213035X et 978-2882130358)
- Les clés du sous-sol (2008) (préface, traduction et choix de textes de David Escobar Galindo), éditions L'Harmattan
- "L'apparition de la culture cubaine" (2007), (préface, traduction et notes de l'essai de Walterio Carbonell), éditions Menaibuc
- En confidence. Entretien avec "L'Inconnue", entretiens avec Robert Faurisson, éditions Pierre Marteau, 78 p., 1er avril 2009,  (ISBN 2917749032 et 978-2917749036)
- Proche des NEG, BookSurge, 165 p., 25 octobre 2009,  (ISBN 1439261415 et 978-1439261415)
- La Bataille du Discours, BookSurge, 2008 (choix de textes d'Israël Shamir)
- La Bataille de Russie (2014) (Préface, traduction et choix de textes d'Israël Shamir), éditions Kontrekulture
- Marchandiser la vie humaine (Paris 2015) éd. le Retour aux sources, 340 p.  (ISBN 9782355120701)

### En espagnol
- Apuntes sobre la vida cotidiana en Cuba en 1898 (1975)
- Quizás tu nombre salve : antología bilingüe de la poesía salvadoreña (1992)
- Poetas por El Salvador (Poema paseo coral), San Salvador, ed. Delgado (2008)
- Dialogo entre Oriente y Occidente (1998) (traduccion de textos de Roger Garaudy) ed. el Almendro, Cordoba.
- Juan Taquechel López, 1908-2002, y el movimiento obrero en Santiago de Cuba el testimonio de su dirigente, por Maria Poumier y Rafael Taquechel, ed/ Alfabarre, Paris, 2008
- La cuestion tabû, el pensamiento negro cubano, 1840-1961,  ed. idea, Tenerife, 2007, 400 p.

## Filmographie

### Réalisatrice
- 2014 : AMIA repetita
- 2012 : Limpide dans la noirceur du siècle, Roger Garaudy
- 2015 : Le fruit de nos entrailles
- 2021 : Qassem Soleimani, le général du cœur

### Actrice
- 2012 : L'antisémite : La Shoah[20]